# Athétose
L'athétose est un mouvement involontaire, incontrôlable, incoordonné (muscles agonistes et antagonistes), lent et sinueux (reptatoire, c'est-à-dire ressemblant au mouvement d'un reptile) des membres, surtout du tronc et du visage. Elle survient à la suite d'une pathologie du striatum ou trouve son origine dans un syndrome toxique comme le syndrome anticholinergique.
Ce symptôme peut être également dû à un ictère nucléaire.
L'athétose entraîne une hypermobilité et donc une incapacité de réaliser un repos musculaire autrement que pendant le sommeil, ainsi que des diarrhées.
- Maladie de Parkinson, la prise de médicaments dopaminergiques diminuant les symptômes de la maladie peut induire avec le temps des mouvements choréo-athétosiques[1],[2]

La choréo-athétose combine l'athétose avec la chorée.